# Bathyphantes parvulus
Bathyphantes parvulus là một loài nhện trong họ Linyphiidae. Chúng được Johan Peter Westring miêu tả năm 1851.